# Абуль-Бака Халид II
Халид II (или Абуль-Бака Халид II ибн Абу Ибрахим, ум. 1371) — семнадцатый правитель государства Хафсидов в Ифрикии в 1369-1371 годах, шестнадцатый халиф Хафсидов.

## Биография
Абуль-Бака Халид II был сыном Абу Исхака Ибрахима II, который умер в 1369 году.
На момент вступления на престол Халид был ещё очень молод, а ситуация в государстве ухудшалась из-за непрекращавшейся борьбы между ветвями династии Хафсидов.
Уже в 1371 году эмир Константины и Беджаи Абуль-Аббас Ахмад II захватил Тунис и провозгласил себя новым халифом.
После присяги на верность Абуль-Аббас отправил Халида к Константину морем, его корабль затонул. Всего Халид правил не больше года и 9 месяцев.